# David Kopay
David Marquette Kopay (* 28. Juni 1942) ist ein ehemaliger US-amerikanischer American Football Spieler.
Kopay wurde in Chicago geboren und besuchte die Notre Dame High School in Sherman Oaks in Kalifornien. 1961 begann er ein Studium an der University of Washington und wurde dort in den folgenden Jahren Runningback. Kopay erhielt einen Vertrag bei den San Francisco 49ers.
Kopay spielte professionell American Football von 1964 bis 1972 in der NFL. Während dieser Zeit hatte Kopay sein Coming-out. Nach dem Ende seiner Karriere in der NFL wurde er als Coach gehandelt, erhielt aber nach seinen Angaben keine Stelle aufgrund seiner sexuellen Orientierung. Kopay übernahm den Familienbetrieb und arbeitete als Fliesenleger in San Fernando Valley in Los Angeles. Gegenwärtig ist Kopay ein Vorstandsmitglied der Gay and Lesbian Athletics Foundation.
Seine Biografie The David Kopay Story, geschrieben gemeinsam mit Perry Dean Young, zeigt Einblicke in die Homophobie von heterosexuellen American Football Spielern in den 1960ern und 1970ern. Des Weiteren erwähnt Kopay in seiner Autobiografie die kurze Affäre mit dem US-amerikanischen Footballspieler Jerry Smith, der von 1965 bis 1977 für das Team Washington Redskins spielte. Smith starb 1986 an Aids, ohne sich jemals in seinem Leben geoutet zu haben. 
Seit dem Coming-out von Kopay haben sich in der NFL nur die NFL-Spieler Roy Simmons 1992 und Esera Tuaolo 2002 offen zu ihrer Homosexualität bekannt. 

## Zitate von Kopay
- über Martina Navrátilová: She’s always been my hero. She’s been out there and always stood up for herself.[1]
- über die Episcopal Church und deren Akzeptanz zur Homosexualität: I get a deep-seated love from them. It’s incredible. This is what I need.[2]

## Werke von Kopay
- The David Kopay Story, Autobiografie (gemeinsam geschrieben mit Perry Dean Young), 1977